# Osterblasen
Osterblasen ist ein vor allem in der Oberlausitz verbreiteter christlicher Brauch, bei dem am Ostermorgen oder bereits in der Osternacht Bläsergruppen von Haus zu Haus ziehen und Osterchoräle spielen, um zu Ostern die Auferstehung Jesu Christi zu verkünden. Der Brauch hat sich vor allem in evangelisch geprägten Regionen wie der Gegend um Herrnhut und Löbau erhalten. In einzelnen Gemeinden gilt das Osterblasen als jahrhundertealte Tradition und ist Bestandteil des regionalen immateriellen Kulturerbes.

## Geschichte
Das Osterblasen entstand vermutlich im 19. Jahrhundert als protestantischer Gegenpart zum katholisch-sorbischen Osterreiten in der Oberlausitz.
Seit 1826 ist der Brauch in Ebersdorf bei Löbau belegt und wurde nur am Ende des Zweiten Weltkrieges aufgrund unmittelbarer Kriegshandlungen unterbrochen und in den 1953 durch die Blaskapelle der Freiwilligen Feuerwehr wiederbelebt.
In Berthelsdorf bei Herrnhut ist der Brauch seit etwa 1870 belegt. Als Ursprungsimpuls gilt die Bläsertradition der Herrnhuter Brüdergemeine, die bereits im 18. Jahrhundert musikalische Verkündigung praktizierte.
Einen weiteren wichtigen Entwicklungsschritt nahm das Osterblasen im Jahr 1928 in Bautzen, als Pfarrer Alfred Große ein öffentliches Osterblasen auf dem Protschenberg initiierte. Trotz Einschränkungen während der DDR-Zeit konnte das musikalische Brauchtum in vielen Gemeinden aufrechterhalten werden.

## Brauchtum
Das Osterblasen beginnt in der Regel am frühen Ostersonntagmorgen, teilweise bereits in der Osternacht. Die Bläsergruppen, bestehend aus Mitgliedern örtlicher Posaunenchöre oder Blaskapellen, ziehen durch die Orte und spielen an bestimmten Haltepunkten traditionelle Osterchoräle wie „Christ ist erstanden“ oder festlich religiöse orientierte klassische Musik wie Beethovens Vertonung von "Die Himmel rühmen des Ewigen Ehre".
Die Musiker tragen häufig festliche Kleidung, oftmals schwarze Anzüge oder Fräcke mit Zylinder. Station gemacht wird vor Wohnhäusern, auf Dorfplätzen oder an historischen Punkten im Ort. Als Dank reichen Anwohner gelegentlich heiße Getränke, Speisen und kleine Gaben. In vielen Orten gehört das Osterblasen fest zum Gemeindeleben; teilweise begleiten Böllerschüsse (z. B. mit Karbidkanonen) das Geschehen.

## Heutige Praxis
Heute wird das Osterblasen unter anderem in folgenden Regionen und Orten praktiziert:
- In Ebersdorf (Löbau) sind zwei Bläsergruppen am Ostermorgen von Sonnenaufgang an bis ca. 17 Uhr unterwegs; das Brauchtum ist dort seit 1826 etabliert, wobei die Musiker jedes Jahr traditionell denselben Weg vom am tiefsten gelegenen Punkt des Dorfes zum höchstgelegenen gehen und an jedem einzelnen Bauerngehöft und Haus der Gemeinde Halt machen. Aufgrund der großen Anzahl an Haltepunkten, haben die Musiker häufig 250–300 Choräle und Lieder an diesem Tag zu spielen.[1]
- In Berthelsdorf zieht seit etwa 1871 eine Gruppe von Musikern ab ca. 3:30 Uhr morgens durch das Dorf. Dies diente ursprünglich als früher "Weckruf", um die Menschen zum Gottesdienst zu rufen. Daher wird nur an bestimmten markanten Punkten des Dorfes musiziert bis zum Vormittag und den Beginn des Ostergottesdienstes, wobei mehr als 100 Choräle gespielt werden. Aufgrund des religiösen Inhalts war die Tradition daher auch dort zum Beginn der DDR unterbrochen und wurde erst in den 1950er Jahren durch die Kapelle der Freiwilligen Feuerwehr wiederbelebt.[2]
- In Bautzen findet das Osterblasen seit 1928 jährlich am Karsamstagabend auf dem Protschenberg statt, begleitet von Bläsern aus der gesamten Region.[3]
- In Cunewalde findet das Osterblasen seit 1951 jährlich Karsamstag und Ostersonntag statt, wobei der Brauch am Karsamstag mit einer kleinen Bläsergruppe am Karsamstag im Mitteldorf beginnt und am Ostersonntag in Oberdorf und Niederdorf ab Sonnenaufgang schrittweise auf zwei Bläsergruppen vergrößert, die bis zum Nachmittag unterwegs sind.
- In Herrnhut und anderen Orten der Herrnhuter Brüdergemeine ist das Osterblasen Teil des traditionellen Ostermorgen-Gottesdienstes am Gottesacker.[4]

Der Brauch erfreut sich auch heute großer Beliebtheit. Neben traditionellen Gemeinden nehmen zunehmend auch jüngere Generationen und Frauen teil, was den Fortbestand der Tradition sichert. Einige Veranstaltungen, insbesondere das Osterblasen in Bautzen, haben inzwischen touristischen Charakter angenommen.

## Verbreitung und verwandte Bräuche
Das Osterblasen ist besonders in der evangelisch-lutherischen Oberlausitz verbreitet. Es gilt als regionales Pendant zum Osterreiten im katholischen, sorbischen Teil der Region.
Verwandte Bräuche sind:
- das Ostersingen durch Kinderchöre oder Kurrenden in anderen evangelischen Regionen,
- die Posaunenklänge bei Ostermorgen-Gottesdiensten in Herrnhuter Gemeinden weltweit (z. B. in Nordamerika),
- das Osterschießen mit Karbidkanonen in Teilen der Oberlausitz.